# یوبون راتچاتانی
یوبون راتچاتانی (به لاتین: Ubon Ratchathani) یک سکونتگاه مسکونی در تایلند است که در Mueang Ubon Ratchathani واقع شده‌است.

## خصوصیات
یوبون راتچاتانی ۱۰۶٬۶۰۲ نفر جمعیت دارد.